# مركز مصر الثقافي الإسلامي
مركز مصر الثقافي الإسلامي هو مسجد في العاصمة الإدارية، والمسجد مبني على طراز العمارة المصرية في العصر المملوكي يقع على هضبة تطل على العاصمة الإدارية ويبلغ طول مأذنتيه 140 متر ويحتوي على 12 قبة صغيرة و8 قباب متوسطة وقبة رئيسية قطرها 29.5 متر.
الشركة المنفذة للمشروع هي المقاولون العرب وبلغت تكلفة المشروع 45 مليون دولار أمريكي، عند الإنتهاء من بنائه سيصبح أكبر مسجد في مصر.
يجمع تصميم المسجد الكبير في مصر بين الهندسة المعمارية الإسلامية التقليدية والعناصر الحديثة، مستوحى من المناظر الطبيعية في دلتا النيل. يشبه الهيكل الخارجي للمسجد زهرة اللوتس المتفتحة، مما يرمز إلى النقاء والنمو الروحي. ويزين الجزء الداخلي منه أنماطًا هندسية معقدة وخطًا وعناصر طبيعية متنوعة تعكس التراث الفني الإسلامي الغني.
وتشمل المكونات الرئيسية للمسجد قاعة صلاة مركزية، ومكتبة، ومتحفًا إسلاميًا، ومركزًا للمؤتمرات، ومرافق تعليمية مختلفة.

## نقل تبعية المسجد
في عام 2024، تم نقل تبعية مسجد مصر الكبير في العاصمة الإدارية الجديدة إلى وزارة الأوقاف بتصديق من رئيس الجمهورية عبدالفتاح السيسي. يهدف هذا الإجراء إلى تعزيز الدور الديني والثقافي للمسجد، وجعله منارة للفكر الإسلامي الوسطي. تولت الوزارة الإشراف الكامل على المسجد والمركز الثقافي ودار القرآن الكريم، ووضعت برامج دعوية وعلمية متكاملة. بعد النقل، أُقيمت أول صلاة جمعة بالمسجد تحت إشراف الوزارة، بحضور مسؤولين وجموع المصلين. يُعد المسجد من أكبر المساجد في مصر، ويتميز بتصميمه المعماري الفريد.